# Probabilidade condicionada
Na matemática, a probabilidade condicionada refere-se à probabilidade de um evento A sabendo que ocorreu um outro evento B e representa-se por P(A|B), lida "probabilidade condicional de A dado B" ou ainda "probabilidade de A dependente da condição B".

## Definição
A probabilidade de B condicionada por A (ou dado A, ou sabendo que A) é definida por:
{\displaystyle P(B\mid A)={\frac {P(B\cap A)}{P(A)}}.}
dado {\displaystyle {P(A)}>0}
Assim, a probabilidade de B muda após o evento A ter acontecido. Isso porque o resultado de B é uma das possibilidades de A. Precisamos calcular os eventos que são comuns a A e também a B, ou seja {\displaystyle A\cap B}.

## Exemplo
Considere-se um baralho de 52 cartas. A probabilidade de ao retirar uma carta sair um rei é 4/52, ou 1/13. No entanto, se alguém retira uma carta e nos diz que é uma figura, então a probabilidade de a carta retirada ser um rei é 4/12=1/3, ou seja, P(sair um rei|sair uma figura)=1/3.

## Acontecimentos independentes
Dois acontecimentos dizem-se independentes se {\displaystyle P(A\cap B)=P(A)\cdot P(B)}. Isto significa que {\displaystyle P(A\mid B)={\frac {P(A)\cdot P(B)}{P(B)}}=P(A)}, ou seja, que a ocorrência de B não tem qualquer efeito sobre a  de acontecer A.

## Teorema de Bayes
O teorema de Bayes relaciona as probabilidades de A e B com as respectivas probabilidades condicionadas mútuas. Este teorema afirma que:
{\displaystyle P(B\mid A)=P(A\mid B)\cdot {\frac {P(B)}{P(A)}}.}

## Falácia da probabilidade condicionada
A falácia da probabilidade condicionada consiste em supor que P(A|B) é igual a P(B|A). No entanto, pelo teorema de Bayes, estas probabilidades condicionadas só são iguais se, e somente se, A e B tiverem a mesma probabilidade.